# Pristimantis pecki
Espèce
Synonymes
- Eleutherodactylus pecki Duellman & Lynch, 1988

Statut de conservation UICN

 DD  : Données insuffisantes
Pristimantis pecki est une espèce d'amphibiens de la famille des Craugastoridae.

## Répartition
Cette espèce se rencontre :
- en Équateur dans la province de Morona-Santiago entre 1 550 et 1 700 m d'altitude dans la cordillère du Condor et la cordillère de Cutucú[1] ;
- au Pérou dans la région d'Amazonas à environ 1 138 m d'altitude dans la cordillère du Condor.

## Étymologie
Cette espèce est nommée en l'honneur de Robert McCracken Peck.

## Publication originale
- Duellman & Lynch, 1988 : Anuran amphibians from the Cordillera de Cutucu, Ecuador. Proceedings of the Academy of Natural Sciences of Philadelphia, vol. 140, no 2, p. 125-142.